# ウシャンギ・マルギアニ
ウシャンギ・マルギアニ（Ushangi Margiani 1994年1月28日- ）は、ジョージア出身の柔道選手。階級は90kg級。

## 人物
2013年の世界ジュニア団体戦で優勝した。2014年にはヨーロッパ選手権の団体戦で優勝すると、グランドスラム・バクーの81kg級では2位となった。ヨーロッパジュニアの個人戦では2位だったが、団体戦で優勝した。世界ジュニアの個人戦では7位だったが、団体戦では2位となった。2015年にはグランドスラム・バクーとヨーロッパ競技大会で2位になると、世界団体では3位だった。2016年のリオデジャネイロオリンピックには国内に元世界チャンピオンのアブタンディル・チリキシビリがいたために出場できなかった。その後階級を90kg級に上げると、2017年にはヨーロッパ選手権の団体戦で優勝した。世界選手権では準々決勝でセルビアのネマニャ・マイドフに敗れるが敗者復活戦を勝ち上がって3位になった。

## 主な戦績
81kg級での戦績
- 2013年 - 世界ジュニア　団体戦　優勝
- 2014年 - グランプリ・トビリシ　3位
- 2014年 - ヨーロッパ選手権　団体戦　優勝
- 2014年 - グランドスラム・バクー　2位
- 2014年 - ヨーロッパジュニア　個人戦　2位　団体戦　優勝
- 2014年 - 世界ジュニア　個人戦　7位　団体戦　2位
- 2015年 - グランプリ・トビリシ　2位
- 2015年 - グランプリ・サムスン　3位
- 2015年 - グランドスラム・バクー　2位
- 2015年 - ヨーロッパ競技大会　2位
- 2015年 -　世界団体　3位

90kg級での戦績
- 2017年 - グランドスラム・バクー　3位
- 2017年 - グランプリ・トビリシ　3位
- 2017年 - ヨーロッパ選手権　団体戦　優勝
- 2017年 -　世界選手権　3位
- 2017年 -　グランドスラム・東京　3位
- 2018年 - グランプリ・ブダペスト　2位

(出典、JudoInside.com)